# Hervormde kerk (Oosterend, Texel)
De Hervormde kerk van Oosterend op Texel stamt uit de middeleeuwen en karakteriseert het dorp. Hij is gewijd aan Sint Martinus en in het gebouw stond vroeger een groot houten beeld van de beschermheilige. Tijdens de Reformatie moest er een gat in de muur gemaakt worden om het beeld naar buiten te krijgen. In dezelfde kerk is ook een houten schot te bezichtigen waarin de scholieren in vroegere tijden hun huismerken uitsneden. Daar zijn zelfs data bij geplaatst uit de 17e eeuw.
Het gebouw is thans een kruisvormig kerkgebouw waarbij de westelijke arm gevormd wordt door het schip van een 11e-eeuws tufstenen kerkje. De oostelijke arm is een gedeelte van het 15e-eeuwse koor en werd in 1724 recht gesloten. De toren is in de 15e eeuw ontstaan en werd in de 17e of 18e eeuw verhoogd. De noordelijke en zuidelijke dwarspanden zijn rond de 16e eeuw toegevoegd. De kerktoren van de Hervormde kerk vormde samen met de Kaap Oosterend een bakenlijn ten behoeve van de scheepvaart in het oostelijk deel van de Texelstroom.
In de zomermaanden werd het kerkgebouw ook gebruikt door de plaatselijke Gereformeerde Gemeente, omdat het eigen kerkgebouw tijdens deze drukke periode te klein was. Maar nu niet meer, het kerkgebouw van de Gereformeerde Gemeente is recentelijk nog verbouwd en met 400 zitplaatsen uitgebreid.